# راکسی هارت (فیلم)
راکسی هارت (انگلیسی: Roxie Hart) فیلمی آمریکایی در سبک کمدی به کارگردانی ویلیام ولمن است که در سال ۱۹۴۲ منتشر شد.

## بازیگران
- جینجر راجرز
- آدولف منژو
- جورج مونتگومری
- نایجل بروس
- فیل سیلورز
- سارا آلگود
- اسپرینگ باینگتون
- ویلیام فرالی
- جرج چندلر
- مارگارت سدن
- لئونارد کیبریک